# Crossroads Guitar Festival 2004 (Film)
Crossroads Guitar Festival 2004 ist ein Konzertfilm, der Höhepunkte der ersten Ausgabe des vom britischen Rockmusiker Eric Clapton organisierten Crossroads Guitar Festival dokumentiert, das vom 4. bis zum 6. Juni 2004 stattfand. Der Film erschien im Oktober des Jahres 2004. Die DVD-Veröffentlichung enthält 34 Titel und einen Bonustrack Layla. Mitunter wird die DVD auch unter „Various Artists“ geführt. Mit Diamant-Status der RIAA ist sie eine der meistverkauften Musik-DVDs in den Vereinigten Staaten.

## Rezeption und Chartplatzierungen
Allmusic-Kritiker Bruce Eder lobte die Besetzung der DVD und hebt hervor, dass der Ton des Videos „gut und laut“ sowie das Bild und die Auflösung des Konzertfilmes „knackig und scharf“ sei. Weiter lobte er, dass es die Möglichkeit gibt, als “Bonus-Feature” Layla und einige der Künstler-Interviews zu genießen. Abschließend vergab Eder 3.5 der 5 möglichen Bewertungseinheiten für die Veröffentlichung. Die Erscheinung belegte Platz 4 der Schweizer Hitparade und verblieb insgesamt 5 Wochen lang in dieser.

## Titelliste

### DVD 1
1. Cocaine – Eric Clapton
2. Love in Vain Blues – Robert Lockwood, Jr.
3. Killing Floor – Eric Clapton, Robert Cray, Hubert Sumlin & Jimmie Vaughan
4. Sweet Home Chicago – Eric Clapton, Robert Cray, Buddy Guy, Hubert Sumlin & Jimmie Vaughan
5. Six Strings Down – Eric Clapton, Robert Cray, Robert Randolph & Jimmie Vaughan
6. Rock Me Baby – Eric Clapton, Buddy Guy, B.B. King & Jimmie Vaughan
7. I Am a Man of Constant Sorrow – Dan Tyminski & Ron Block
8. Road to Nash Vegas – Dan Tyminski & Ron Block
9. Copperline – James Taylor & Jerry Douglas
10. Steamroller – James Taylor & Joe Walsh
11. Oklahoma Borderline – Vince Gill & Jerry Douglas
12. What the Cowgirls Do – Vince Gill & Jerry Douglas
13. After Midnight – J.J. Cale & Eric Clapton
14. Call Me the Breeze – J.J. Cale & Eric Clapton
15. The March – Robert Randolph and the Family Band
16. Green Light Girl – Doyle Bramhall II
17. Jingo – Carlos Santana & Eric Clapton
18. City Love – John Mayer

### DVD 2
1. Rag Bihag – Vishwa Mohan Bhatt
2. Tones for Elvin Jones – John McLaughlin
3. Josie – Larry Carlton
4. Goin’ Down Slow – David Honeyboy Edwards
5. If I Had Possession Over Judgement Day – Eric Clapton
6. Time Makes Two – Robert Cray
7. Give Me Up Again – Jonny Lang
8. Neighborhood – David Hidalgo
9. I’m The Hell Outta Here – Steve Vai
10. Desert Rose – Eric Johnson
11. Funk 49 – Joe Walsh
12. Rocky Mountain Way – Joe Walsh
13. I Shot the Sheriff – Eric Clapton
14. Have You Ever Loved a Woman – Eric Clapton
15. La Grange – ZZ Top
16. Tush – ZZ Top

## Auszeichnungen für Musikverkäufe
| Land/Region                  | Auszeichnungen für Musikverkäufe (Land/Region, Auszeichnung, Verkäufe) | Verkäufe  |
| ---------------------------- | ---------------------------------------------------------------------- | --------- |
| Australien (ARIA)            | 3× Platin                                                              | 45.000    |
| Frankreich (SNEP)            | Platin                                                                 | 20.000    |
| Kanada (MC)                  | 3× Platin                                                              | 30.000    |
| Vereinigte Staaten (RIAA)    | 10× Platin                                                             | 1.000.000 |
| Vereinigtes Königreich (BPI) | Gold                                                                   | 25.000    |
| Insgesamt                    | 1× Gold · 17× Platin ·                                                 | 1.120.000 |

Hauptartikel: Eric Clapton/Auszeichnungen für Musikverkäufe